# STS-93
La STS-93 è una missione spaziale del Programma Space Shuttle.

## Equipaggio
- Eileen M. Collins (3) - Comandante
- Jeffrey S. Ashby (1) - Pilota
- Steven A. Hawley (5) - Specialista di missione
- Catherine G. Coleman (2) - Specialista di missione
- Michel Tognini (2) - Specialista di missione

Tra parentesi il numero di voli spaziali completati da ogni membro dell'equipaggio, inclusa questa missione.

## Parametri della missione
- Massa:
  - Navetta al lancio: 122.536 kg
  - Navetta al rientro: 99.783 kg
  - Carico utile: 22.781 kg
- Perigeo: 260 km
- Apogeo: 280 km
- Inclinazione orbitale: 28.5°
- Periodo: 1 ora, 30 minuti, 0 secondi